# Classic Bruges-La Panne
Cet article concerne la compétition masculine. Pour la compétition féminine, voir Classic Bruges-La Panne féminine.
La Classic Bruges-La Panne (officiellement en néerlandais Classic Brugge-De Panne) est une course cycliste d'un jour qui se déroule entre les villes de Bruges et de La Panne, sur la côte de la mer du Nord dans la province de Flandre-Occidentale en Belgique.
Créée en 1977 sous la forme d'une course par étapes et sous le nom des Trois Jours de La Panne, elle fait partie de l'UCI Europe Tour entre 2005 et 2018. À son palmarès figurent des champions de renommée internationale parmi lesquels : Johan Museeuw, Michele Bartoli, Peter Van Petegem, Sean Kelly, Jelle Nijdam, Viatcheslav Ekimov. Le Belge Eric Vanderaerden a remporté cette épreuve à cinq reprises.
En 2018, la course devient une course d'un jour et est renommée Trois Jours de Bruges-La Panne. Dans le même temps, une course féminine, les Trois Jours de La Panne féminin est créée et elle intègre directement l'UCI World Tour féminin. Elle est déplacée fin mars, une semaine après Milan-San Remo. En 2019, elle obtient une licence World Tour et est placée fin mars en ouverture de la quinzaine cycliste flandrienne. En 2021, elle est renommée Classic Bruges-La Panne et devient une course réservée aux meilleurs sprinteurs du monde. Cinq ans plus tard, elle prend le nom du Tour de Bruges.

## Histoire et évolution de la course
Les Trois Jours de La Panne existent depuis 1977. En 2005, la course intègre le circuit de l'UCI Europe Tour en catégorie 1.HC.
Jusqu'en 2017, la course se déroule sous la forme d'une course à étapes, généralement en fin mars ou début avril, les mardi, mercredi et jeudi précédant le Tour des Flandres. Elle se tient sur un itinéraire similaire au Tour des Flandres, avec notamment les nombreux monts des Ardennes flamandes et les secteurs pavés. De ce fait, elle est utilisée par de nombreux coureurs comme une préparation pour la classique flamande. Traditionnellement, la course se déroule en quatre étapes sur trois jours, dont un contre-la-montre individuel en guise de final. Elle est alors considérée, avec les Quatre Jours de Dunkerque et le Critérium international, comme l'une des épreuves par étapes courtes les plus prestigieuses du début de la saison internationale de cyclisme.
En 2018, les Trois Jours sont avancés d'une semaine, dans la semaine après Milan-San Remo et avant le Grand Prix E3 et Gand-Wevelgem, disputés respectivement le vendredi et dimanche suivant. Le mercredi avant le Tour des Flandres est maintenant destiné à À travers les Flandres. Pour conserver le nom de l'épreuve et proposer une course pendant trois jours, un nouveau concept est envisagé : les deux premiers jours (mardi et mercredi) des compétitions pour les hommes et le troisième jour (jeudi) pour les femmes. Le point de départ des courses choisi est Bruges (qui a perdu le départ du Tour des Flandres) et l'arrivée reste à La Panne. Le nom change également pour devenir les Trois Jours de Bruges-La Panne. Cependant, le Sprint Challenge, disputé sur une distance plus courte le mardi et qui devait ouvrir les Trois Jours est annulé en raison d'un manque d'intérêt des équipes. La compétition pour les hommes est donc une course d'un jour, classée dans la catégorie maximale du circuit de l'Europe Tour (1.HC) et la compétition féminine fait partie dès sa création de l'UCI World Tour féminin. Les Trois Jours évitent désormais les Ardennes flamandes et recherchent maintenant les secteurs pavés et les monts en Flandre-Occidentale, le mont Kemmel étant le plus attendu,,.
En 2019, la course intègre l'UCI World Tour, le plus haut niveau du calendrier cycliste international. L'édition 2020, initialement prévue fin mars, est reportée au 21 octobre, en raison de la pandémie de maladie à coronavirus. En 2021, la course est rebaptisée Classic Bruges-La Panne. Elle part de Bruges, la capitale de la Flandre-Occidentale, pour rejoindre La Panne et sa station balnéaire située sur la mer du Nord et près de la frontière française. L'édition 2025 marque les esprits avec quatre chutes dans les cinq derniers kilomètres.
En 2026, Bruges récupère le contrat pour accueillir le départ et l'arrivée de la course qui est renommée Tour de Bruges (Ronde van Brugge en flamand).

## Palmarès
| Année                          | Vainqueur                | Deuxième                 | Troisième                  |
| ------------------------------ | ------------------------ | ------------------------ | -------------------------- |
| Trois Jours de La Panne        |                          |                          |                            |
| 1977                           | Roger Rosiers            | Yvon Bertin              | Guido Van Sweevelt         |
| 1978                           | Guido Van Sweevelt       | Jos Jacobs               | Cees Priem                 |
| 1979                           | Gustaaf Van Roosbroeck   | Marc Renier              | Guido Van Calster          |
| 1980                           | Sean Kelly               | Gustaaf Van Roosbroeck   | Etienne Van der Helst (nl) |
| 1981                           | Jan Bogaert              | André Dierickx           | Jos Jacobs                 |
| 1982                           | Gerrie Knetemann         | Daniel Willems           | Jean-Luc Vandenbroucke     |
| 1983                           | Cees Priem               | Etienne De Wilde         | Michel Pollentier          |
| 1984                           | Bert Oosterbosch         | Eric Vanderaerden        | Ferdi Van Den Haute        |
| 1985                           | Jean-Luc Vandenbroucke   | Sean Kelly               | Adrie van der Poel         |
| 1986                           | Eric Vanderaerden        | Sean Kelly               | Jean-Luc Vandenbroucke     |
| 1987                           | Eric Vanderaerden        | Sean Kelly               | Jean-Luc Vandenbroucke     |
| 1988                           | Eric Vanderaerden        | Allan Peiper             | Frans Maassen              |
| 1989                           | Eric Vanderaerden        | Jelle Nijdam             | Allan Peiper               |
| 1990                           | Erwin Nijboer            | Johan Museeuw            | Gerrit Solleveld           |
| 1991                           | Jelle Nijdam             | Frans Maassen            | Maximilian Sciandri        |
| 1992                           | Frans Maassen            | Viatcheslav Ekimov       | Thierry Marie              |
| 1993                           | Eric Vanderaerden        | Frans Maassen            | Edwig Van Hooydonck        |
| 1994                           | Fabio Roscioli           | Djamolidine Abdoujaparov | Frans Maassen              |
| 1995                           | Michele Bartoli          | Rolf Sørensen            | Gianluca Bortolami         |
| 1996                           | Viatcheslav Ekimov       | Wilfried Peeters         | Olaf Ludwig                |
| 1997                           | Johan Museeuw            | Carlo Bomans             | Marco Milesi               |
| 1998                           | Michele Bartoli          | Emmanuel Magnien         | Viatcheslav Ekimov         |
| 1999                           | Peter Van Petegem        | Frank Vandenbroucke      | Denis Zanette              |
| 2000                           | Viatcheslav Ekimov       | Romāns Vainšteins        | Sergueï Ivanov             |
| 2001                           | Nico Mattan              | Erik Dekker              | Viatcheslav Ekimov         |
| 2002                           | Peter Van Petegem        | Stefano Zanini           | George Hincapie            |
| 2003                           | Raivis Belohvoščiks      | Gianluca Bortolami       | Peter Van Petegem          |
| 2004                           | George Hincapie          | Danilo Hondo             | Gerben Löwik               |
| 2005                           | Stijn Devolder           | Alessandro Ballan        | Nico Mattan                |
| 2006                           | Leif Hoste               | Bernhard Eisel           | Luis León Sánchez          |
| 2007                           | Alessandro Ballan        | Joost Posthuma           | Bert Roesems               |
| 2008                           | Joost Posthuma           | Manuel Quinziato         | Enrico Gasparotto          |
| 2009                           | Frederik Willems         | Joost Posthuma           | Tom Leezer                 |
| 2010                           | David Millar             | Andriy Grivko            | Luca Paolini               |
| 2011                           | Sébastien Rosseler       | Lieuwe Westra            | Michał Kwiatkowski         |
| 2012                           | Sylvain Chavanel         | Lieuwe Westra            | Maciej Bodnar              |
| 2013                           | Sylvain Chavanel         | Alexander Kristoff       | Niki Terpstra              |
| 2014                           | Guillaume Van Keirsbulck | Luke Durbridge           | Gert Steegmans             |
| 2015                           | Alexander Kristoff       | Stijn Devolder           | Bradley Wiggins            |
| 2016                           | Lieuwe Westra            | Alexander Kristoff       | Alexey Lutsenko            |
| 2017                           | Philippe Gilbert         | Matthias Brändle         | Alexander Kristoff         |
| Trois Jours de Bruges-La Panne |                          |                          |                            |
| 2018                           | Elia Viviani             | Pascal Ackermann         | Jasper Philipsen           |
| 2019                           | Dylan Groenewegen        | Fernando Gaviria         | Elia Viviani               |
| 2020                           | Yves Lampaert            | Tim Declercq             | Tim Merlier                |
| Classic Bruges-La Panne        |                          |                          |                            |
| 2021                           | Sam Bennett              | Jasper Philipsen         | Pascal Ackermann           |
| 2022                           | Tim Merlier              | Dylan Groenewegen        | Nacer Bouhanni             |
| 2023                           | Jasper Philipsen         | Olav Kooij               | Yves Lampaert              |
| 2024                           | Jasper Philipsen         | Tim Merlier              | Danny van Poppel           |
| 2025                           | Sebastián Molano         | Jonathan Milan           | Madis Mihkels              |

### Vainqueurs multiples
Mise à jour après l'édition 2025.
| Victoires | Coureur            | Nationalité | Années                       |
| --------- | ------------------ | ----------- | ---------------------------- |
| 5         | Eric Vanderaerden  | Belgique    | 1986, 1987, 1988, 1989, 1993 |
| 2         | Michele Bartoli    | Italie      | 1995, 1998                   |
| 2         | Viatcheslav Ekimov | Russie      | 1996, 2000                   |
| 2         | Peter Van Petegem  | Belgique    | 1999, 2002                   |
| 2         | Sylvain Chavanel   | France      | 2012, 2013                   |
| 2         | Jasper Philipsen   | Belgique    | 2023, 2024                   |

### Victoire par pays
| #  | Pays        | Victoires | Dernier vainqueur          |
| -- | ----------- | --------- | -------------------------- |
| 1. | Belgique    | 24        | Jasper Philipsen (2024)    |
| 2. | Pays-Bas    | 9         | Dylan Groenewegen (2019)   |
| 3. | Italie      | 5         | Elia Viviani (2018)        |
| 4. | Russie      | 2         | Viatcheslav Ekimov (2000)  |
| 4. | France      | 2         | Sylvain Chavanel (2013)    |
| 4. | Irlande     | 2         | Sam Bennett (2021)         |
| 6. | Lettonie    | 1         | Raivis Belohvoščiks (2003) |
| 6. | États-Unis  | 1         | George Hincapie (2004)     |
| 6. | Royaume-Uni | 1         | David Millar (2010)        |
| 6. | Norvège     | 1         | Alexander Kristoff (2015)  |
| 6. | Colombie    | 1         | Sebastián Molano (2025)    |